# Izumo (Computerspielreihe)
Izumo ist eine Computerspielreihe von Studio e.go!, die drei Hauptteile aus den Jahren 2001, 2004 und 2007 umfasst sowie einige weitere Spiele. Benannt ist die Reihe nach der Provinz Izumo. Die Serie ist wegen expliziten sexuellen Inhalten nur ab 18 freigegeben.
2003 wurde der erste Teil der Reihe von den Studios Milky, e.go! und Jam als 5-teilige Anime-OVA-Serie verfilmt. 2005 verfilmten Trinet Entertainment und Studio Kuma das Spiel Izumo 2 als 12-teilige Fernsehserie unter dem Titel Izumo: Takeki Tsurugi no Senki (IZUMO -猛き剣の閃記-). Die Handlung ist unabhängig von der OVA und auch die Charaktere sind größtenteils andere.

## Spiele
Der erste Teil Izumo erschien als Computer-Rollenspiel am 21. Dezember 2001 bei e.go! auf CD, am 22. Dezember auf DVD und am 29. Januar 2004 eine Dreamcast-Version.
Am 30. Juli 2004 erschien der Nachfolger Izumo 2 in einem Paket mit der erweiterten Neuauflage des 1. Teils Izumo: Kanzenhan (IZUMO 完全版, dt. „Izumo: Vollständige Version“). Am 3. Februar 2005 erfolgte eine Umsetzung von Izumo: Kanzenhan für die PlayStation 2 unter dem Titel Izumo Complete, die von GN Software vertrieben wurde. Am 27. April 2006 kam eine PlayStation-2-Portierung von Izumo 2 als Izumo 2: Takeki Tsurugi no Senki (IZUMO2 猛き剣の閃記) und am 28. April das PC-Ren’ai-Adventure Izumo 2: Gakuen Kyōsōkyoku (IZUMO2 -学園狂想曲-, dt. „Izumo 2: Schul-Capriccio/Rhapsodie“) heraus.
Am 22. April 2005 wurde der nächste Teil, das Strategie-Rollenspiel Izumo Rei (IZUMO零, dt. „Izumo Null“), veröffentlicht. Am 22. Dezember 2005 folgte Izumo Rei: Kakuchō Pack (IZUMO零･拡張パック, Izumo Rei: Kakuchō Pakku, dt. „Izumo Null: Erweiterungspack“) zusammen mit den anderen Spielen Castle Fantasia: Seima Taisen (キャッスルファンタジア 聖魔大戦), Ama-Kagura (天神楽) und Suzume-Kagura (雀神楽) in der e.go!-Spielesammlung Debano Subako (でぼの巣箱). Eine PlayStation-2-Portierung von Izumo Rei folgte am 12. Juli 2007 als Izumo Rei: Yokohama Ayakashi Emaki (IZUMO零～横濱あやかし絵巻～).
Der 3. Teil erschien am 27. Juli 2007 in zwei Versionen: die Standardversion enthält nur Izumo 3 während die Extraversion zusätzlich noch Izumo: Kanzenhan und Izumo 2 beinhaltet.
Am 31. Januar 2008 erschien eine PS2-Fassung von Izumo 2: Gakuen Kyōsōkyoku namens Izumo 2: Gakuen Kyōsōkyoku Double Takt (IZUMO2 学園狂想曲 ダブルタクト, dt. „Izumo 2: Schul-Capriccio/Rhapsodie: Doppeltaktstock“).
Alle PC-Versionen sind als Erogē erst ab 18 freigegeben, während, wie bei Konsolenumsetzungen üblich, in den Dreamcast- und PlayStation-2-Versionen die freizügigen Szenen entfernt und teilweise neue hinzugefügt wurden.

## Anime

### Original Video Animation
Die ab-18 freigegebene Original Video Animation Izumo erschien vom 25. Januar 2003 bis zum 25. Oktober 2004 in fünf Teilen. Am 25. Januar 2005 folgte eine Complete Edition. Sie entstand bei Milky nach einem Drehbuch von Yasuaki Muto. Die Designs stammen von Yoshiten. Der Abspann der Episoden ist unterlegt mit dem Lied Promised Land von Candy. Die Folgen erzählen die Geschichte des ersten Spiels nach: Die Oberschülerin Hikaru Toma geht auf die Oberschule Izumo Gakuen, zusammen mit ihrer jüngeren Stiefschwester Miyuki, ihrer Kindheitsfreundin Nanami und ihrer Rivalin Nagisa. Sie beginnt, in ihren Träumen eine halbnackte Priesterin zu sehen und einen seltsamen Raum an der Schule. Diesen macht sie ausfindig und begibt sich durch ihn auf eine Reise.
| Rolle            | japanischer Synchronsprecher (Seiyū) |
| ---------------- | ------------------------------------ |
| Hikaru Toma      | Hidemitsu Kanisawa                   |
| Miyuki Toma      | Hina Kamimura                        |
| Nanami Minase    | Naoko Yamamoto                       |
| Nagisa Kurashima | Akane                                |
| Amaterasu        | Sarasa Fujishiro                     |
| Ayaka Tachibana  | Tomomi Kogure                        |

### Fernsehserie

#### Handlung
Takeru Yagi lebt bei der Familie Tōma, seit seine Eltern ihn verlassen haben und er von Rokunosuke Tōma adoptiert wurde. Rokunosuke ist das Oberhaupt der Familie und hat so seine Probleme mit dem jungen Takeru, der sein Leben in vollen Zügen zu genießen scheint. Dafür sind unter anderem die Shiratori-Schwestern Kotono und Asuka verantwortlich, die es immer wieder schaffen da strenge Oberhaupt zu besänftigen. Sie wohnen in der Nähe der Familie Tōma und kümmern sich größtenteils um den Haushalt. Sein bester Freund ist Takeshi Yamato, mit dem er zusammen aufgewachsen ist. Takeshi hatte das Glück von der sehr reichen Yamato Familie adoptiert zu werden, ist aber dennoch ein normaler Schüler geblieben. Zugleich ist Takeshi auch der größte Rivale von Takeru im Kendō-Club.
Kurz nach dem Beginn der Handlung kehrt auch die für längere Zeit in Amerika lebende Seri Ōsu wieder zur Familie zurück. Sie war vor zehn Jahren mit ihrer Mutter aus dem Hause Tōma ausgezogen. Vor dem Beginn des Kendō Trainings stoßen Takeshi und Takeru auf den nicht abgeschlossenen Kasten eines Schwertes und nehmen es trotz fehlender Erlaubnis heraus. Beim Betrachten des Schwertes bekommen beide plötzlich Visionen und legen es erschrocken wieder zurück. Allerdings kommen diese Visionen in seltsamen Träumen immer wieder, bis sie eines Tages in der Schule, bei einer Auseinandersetzung der beiden, in ein seltsames Licht getaucht und in eine andere Welt transportiert werden. Die zu dem Zeitpunkt anwesenden Mädchen Seri, Kotono, Asuka und Mai Kitagawa werden ebenfalls mit in die andere Welt gerissen.
In dieser Welt ist die Schule vollkommen von Pflanzen überwuchert und befindet sich in einem erbärmlichen Zustand. Außerhalb der Schule erkennen sie nichts mehr bekanntes und werden von in Mäntel gehüllten Gestalten voneinander getrennt. So werden Takeshi und Kotono von Himiko und ihren Untergebenen entführt, die sich das Ziel gestellt hat, die bestehende Welt mit Hilfe der Erweckung ihres größten Kriegers zu zerstören und einen neuen Anfang ohne die Menschen zu schaffen. Sie glaubt daran, dass in Takeshi die Seele dieses Kriegers steckt, in dem sie auch verliebt ist. Zur gleichen Zeit werden die anderen Vier von den Menschen dieser Welt aufgenommen, die sich mit Hilfe von Portalen vor den Kriegern Himikos verstecken.
In vielen kriegerischen Auseinandersetzungen kommt es schließlich auch zu Kämpfen zwischen Takeru und Takeshi, bei denen sich herausstellt, dass die Seele des Geliebten Himikos sowohl in Takeru als auch in Takeshi steckt. Den finalen Kampf kann jedoch keiner der beiden für sich entscheiden und so stirbt auch die Seele in den Körpern beider. Himiko und ihre Untergebenen sehen nun keinen Grund mehr zum Kampf.

#### Produktion und Veröffentlichung
Bei Studio Kuma und Trinet Entertainment entstand eine Umsetzung der Geschichte als Anime-Fernsehserie unter dem Titel Izumo: Takeki Tsurugi no Senki. Regie führte Tsuneo Tominaga und das Drehbuch schrieb Osamu Kawakami. Das Charakterdesign wurde von Takashi Kobayashi für die Animationen adaptiert, die künstlerische Leitung lag bei Hiroshi Yoshikawa. Die Tonarbeiten leitete Kōichi Iizuka und für die Kameraführung war Hiroshi Kubo verantwortlich. Produzent war Hiroaki Inoue. Für die Serie wurde der Vorspanntitel Romantic Chaser von Sae produziert und für den Abspann das Lied Saishin Dream (最新Dream, „neuester Traum“) von Clover gespielt. Die Musik zur Serie, die von Myu komponiert wurde, ist in Japan auch auf CD erschienen.
Die zwölf Folgen mit je 25 Minuten Laufzeit wurden vom 3. April bis zum 19. Juni 2005 von TV Aichi gezeigt. Auch Chiba TV, KBS, Kids Station, Sun TV, TV Kanagawa und TV Saitama zeigten den Anime in Japan. Die amerikanische Firma Enoki Films brachte die Serie in den USA heraus, ehe sie später von verschiedenen Streaming-Plattformen online veröffentlicht wurde. Der philippinische Sender Hero TV zeigte die Serie und in Frankreich erschien der Anime bei Déclic Images.
| Rolle            | japanischer Synchronsprecher (Seiyū) |
| ---------------- | ------------------------------------ |
| Takeru Yagi      | Hideki Ogihara                       |
| Takeshi Yamato   | Hiro Yūki                            |
| Kitakawa Mai     | Kotomi Yamakawa                      |
| Seri Ōsu         | Chiemi Ishimatsu                     |
| Sakuya           | Oma Ichimura                         |
| Asuka Shiratori  | Noriko Rikimaru                      |
| Kotono Shiratori | Hyōsei                               |

## Rezeption
In ihrer Kritik zum Fernsehanime schreibt die deutsche Zeitschrift AnimaniA von einer „geballten Ladung hübscher Mädchen“, die sich durch die erotische Vorlage erklärten. Von dieser habe sich die Fernsehserie aber in dieser Hinsicht verabschiedet und sei anders als die OVA nicht mehr als Hentai einzuordnen und biete auch keine erotischen Einlagen. Es werde ein harmloses Fantasy-Abenteuer geboten, das an Twelve Kingdoms, Tokyo Underground, Legend of Himiko, El Hazard oder Clamps X erinnere. Der „fesselnde Mix aus Fantasy, Martial Arts, Comedy und romantischem Drama, gewürzt mit jeder Menge hübscher Mädchen“, mache die Serie trotz „inhaltlichen Wirrwarrs“ sehenswert. Die Bishōjo seien einfallsreich und verführerisch gestaltet. Die Animationen dagegen zeigten gerade in Actionszenen viele Mängel, die Hintergründe seien nur bescheiden ausgearbeitet und teils in zu schrillen Farben. Die wenigen computeranimierten Sequenzen fielen unangenehm auf und auch der Soundtrack könne, bis auf das Opening, nicht überzeugen.